# Renovo, Pennsylvania
Renovo, Pennsylvania (енгл. Renovo) град је у америчкој савезној држави Пенсилванија.

## Демографија
По попису из 2010. године број становника је 1.228, што је 90 (-6,8%) становника мање него 2000. године.
| Група             | 2000.         | 2010.         |
| Белци             | 1.299 (98,6%) | 1.189 (96,8%) |
| Афроамериканци    | 3 (0,2%)      | 1 (0,1%)      |
| Азијати           | 0 (0,0%)      | 0 (0,0%)      |
| Хиспаноамериканци | 5 (0,4%)      | 14 (1,1%)     |
| Укупно            | 1.318         | 1.228         |